# Anolis mccraniei
Anolis mccraniei — вид ігуаноподібних ящірок родини анолісових (Dactyloidae). Мешкає в Центральній Америці. Вид названий на честь британського герпетолога Артура Лавріджа.

## Поширення і екологія
Anolis mccraniei мешкають на більшій частині Гондурасу (за винятком карибських схилів гір Номбре-де-Діос), а також на крайньому північному заході Сальвадору, на півночі Нікарагуа та на сході Гватемали. Вони живуть в тропічних лісах, на висоті від 200 до 1740 м над рівнем моря.